# ウィンドロウ

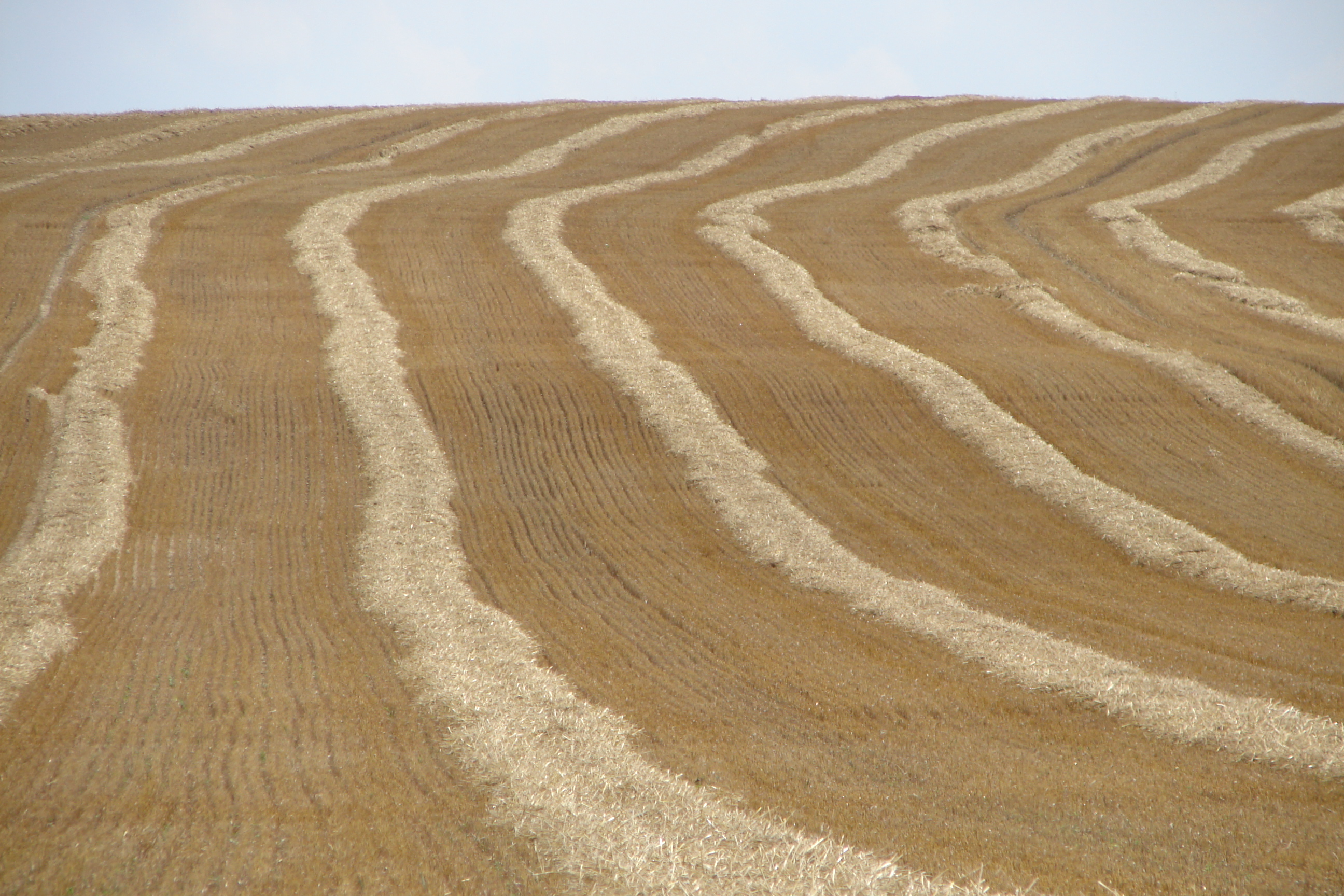
刈り取り跡に作られた麦わらのウィンドロウ

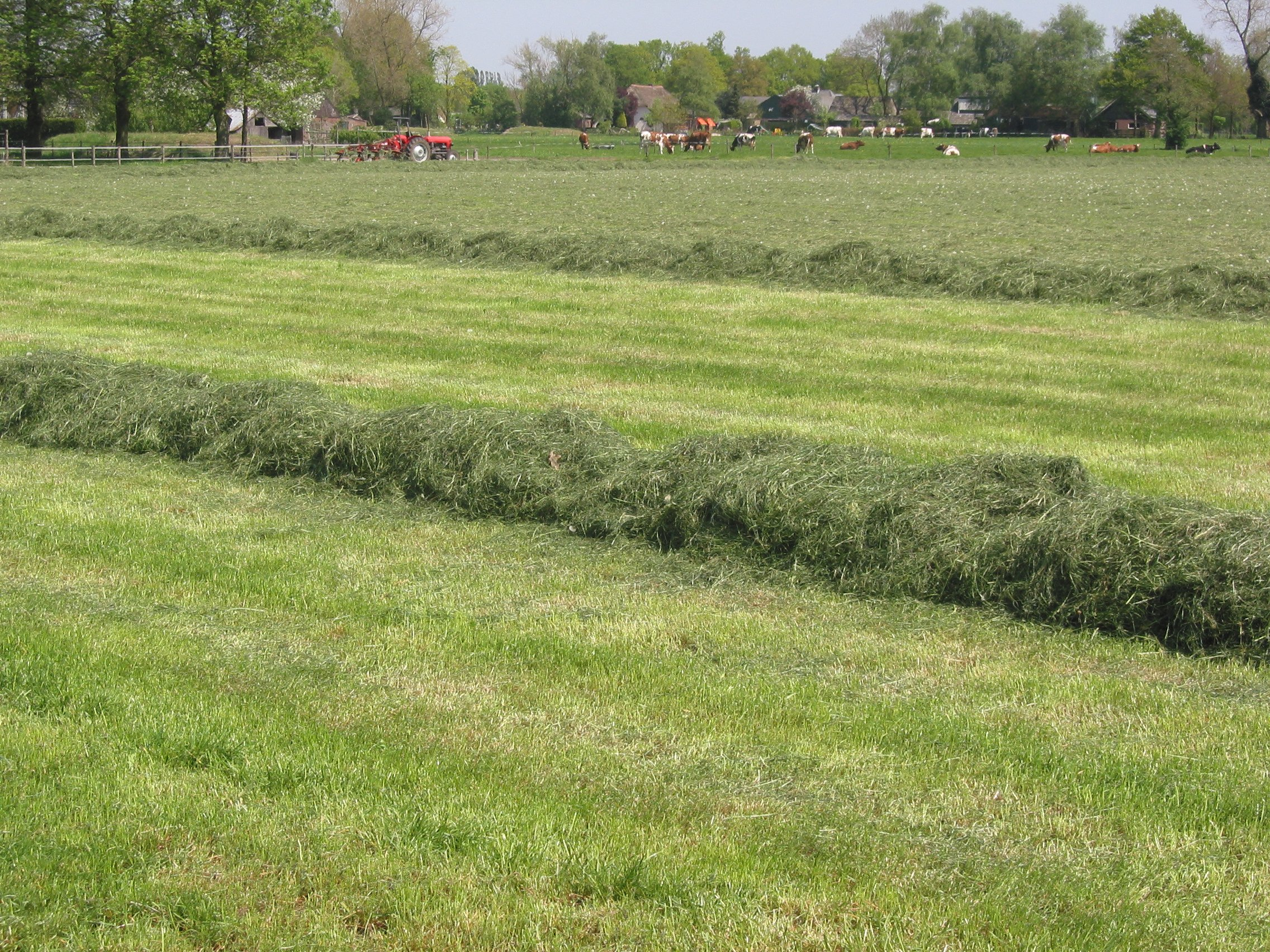
牧場にあるサイレージ（家畜用飼料）のウィンドロウ

ウィンドロウ（英語：windrow）は、刈り取られた乾草（干し草）や穀物などの列である。梱包、刈り取り、巻き取りを行う前に乾燥させるために作られる。乾草のウィンドロウは、モアー（mower、農業用草刈り機）あるいは大鎌（scythe）によって刈られた後、ヘイレーキ（hay rake、乾草用熊手）によって作られる。刈られた乾草によって自然にウィンドロウが形成される場合もある。穀物の場合、スワサー（swather、ウィンドロウアー、windrower）が刈り取りとウィンドロウの生成を同時に行う。
ウィンドロウという用語は雪や土などの列に対しても使われる。雪のウィンドロウ（帯状の堆雪）は、路上で除雪作業を行う除雪車（スノープラウ）によって作られる。それは玄関や車庫に通じる私道（ドライブウェイ）を塞いでしまうことがあるため、自治体の中には小型除雪機で自宅にできたウィンドロウの除去を行ってこれるところもあるが、ほとんどの自治体では家主自身が行う必要がある。中には、ウィンドロウを道路中央部にどけ、スノーブロワーでトラックに積み込み、捨てている自治体もある。斜面や悪路での工事の際は、材料を端に積み上げてウィンドロウを作る。ダンプカーから下ろされたアスファルトなどの道路素材は、舗装車が回収しやすいように積み上げられる。
海藻などのウィンドロウは海や湖の表面で見られるが、これらは風で作られる海面下のラングミュア循環によって生成される。土のウィンドロウは大規模なミミズ堆肥化システムでよく使われる。落ち葉の回収を行っている多くの自治体では、回収しやすいように落ち葉をウィンドロウに集めるよう住民に求めている。